# Albo d'oro dei campionati mondiali di pattinaggio di velocità su distanza singola

## Gare maschili

### 500 m
| Anno | Località       | Oro                | Argento                     | Bronzo                |
| 1996 | Hamar          | Hiroyasu Shimizu   | Sergej Klevčenja            | Roger Strøm           |
| 1997 | Varsavia       | Manabu Horii       | Roger Strøm                 | Hiroyasu Shimizu      |
| 1998 | Calgary        | Hiroyasu Shimizu   | Sylvain Bouchard            | Jeremy Wotherspoon    |
| 1999 | Heerenveen     | Hiroyasu Shimizu   | Erben Wennemars             | Jakko Jan Leeuwangh   |
| 2000 | Nagano         | Hiroyasu Shimizu   | Mike Ireland                | Jeremy Wotherspoon    |
| 2001 | Salt Lake City | Hiroyasu Shimizu   | Jeremy Wotherspoon          | Casey FitzRandolph    |
| 2003 | Berlino        | Jeremy Wotherspoon | Hiroyasu Shimizu            | Erben Wennemars       |
| 2004 | Seul           | Jeremy Wotherspoon | Dmitrij Lobkov              | Mike Ireland          |
| 2005 | Inzell         | Jōji Katō          | Hiroyasu Shimizu            | Jeremy Wotherspoon    |
| 2007 | Salt Lake City | Lee Kang-Seok      | Yūya Oikawa                 | Tucker Fredricks      |
| 2008 | Nagano         | Jeremy Wotherspoon | Lee Kyu-hyuk                | Jōji Katō             |
| 2009 | Vancouver      | Lee Kang-Seok      | Lee Kyu-hyuk                | Yu Fengtong           |
| 2011 | Inzell         | Lee Kyu-hyuk       | Jōji Katō                   | Jan Smeekens          |
| 2012 | Heerenveen     | Mo Tae-bum         | Michel Mulder               | Pekka Koskela         |
| 2013 | Soči           | Mo Tae-bum         | Jōji Katō                   | Jan Smeekens          |
| 2015 | Heerenveen     | Pavel Kuližnikov   | Michel Mulder               | Laurent Dubreuil      |
| 2016 | Kolomna        | Pavel Kuližnikov   | Ruslan Murašov              | Alex Boisvert-Lacroix |
| 2017 | Gangneung      | Jan Smeekens       | Nico Ihle                   | Ruslan Murašov        |
| 2019 | Inzell         | Ruslan Murašov     | Håvard Holmefjord Lorentzen | Viktor Muštakov       |
| 2020 | Salt Lake City | Pavel Kuližnikov   | Ruslan Murašov              | Tatsuya Shinhama      |
| 2021 | Heerenveen     | Laurent Dubreuil   | Pavel Kuližnikov            | Dai Dai Ntab          |
| 2023 | Heerenveen     | Jordan Stolz       | Laurent Dubreuil            | Wataru Morishige      |

### 1000 m
| Anno | Località       | Oro                | Argento            | Bronzo                        |
| 1996 | Hamar          | Sergej Klevčenja   | Ådne Søndrål       | Jegal Sung-Yeol               |
| 1997 | Varsavia       | Ådne Søndrål       | Jan Bos            | Martin Hersman                |
| 1998 | Calgary        | Sylvain Bouchard   | Jeremy Wotherspoon | Hiroyasu Shimizu              |
| 1999 | Heerenveen     | Jan Bos            | Hiroyasu Shimizu   | Jakko Jan Leeuwangh           |
| 2000 | Nagano         | Ådne Søndrål       | Jan Bos            | Mike Ireland                  |
| 2001 | Salt Lake City | Jeremy Wotherspoon | Ådne Søndrål       | Sergej Klevčenja              |
| 2003 | Berlino        | Erben Wennemars    | Gerard van Velde   | Joey Cheek                    |
| 2004 | Seul           | Erben Wennemars    | Jeremy Wotherspoon | Masaaki Kobayashi             |
| 2005 | Inzell         | Even Wetten        | Jan Bos            | Petter Andersen Pekka Koskela |
| 2007 | Salt Lake City | Shani Davis        | Denny Morrison     | Lee Kyu-hyuk                  |
| 2008 | Nagano         | Shani Davis        | Evgenij Lalenkov   | Denny Morrison                |
| 2009 | Vancouver      | Trevor Marsicano   | Denny Morrison     | Shani Davis                   |
| 2011 | Inzell         | Shani Davis        | Kjeld Nuis         | Stefan Groothuis              |
| 2012 | Heerenveen     | Stefan Groothuis   | Kjeld Nuis         | Shani Davis                   |
| 2013 | Soči           | Denïs Kuzïn        | Mo Tae-bum         | Shani Davis                   |
| 2015 | Heerenveen     | Shani Davis        | Pavel Kuližnikov   | Kjeld Nuis                    |
| 2016 | Kolomna        | Pavel Kuližnikov   | Denis Juskov       | Kjeld Nuis                    |
| 2017 | Gangneung      | Kjeld Nuis         | Vincent De Haître  | Kai Verbij                    |
| 2019 | Inzell         | Kai Verbij         | Thomas Krol        | Kjeld Nuis                    |
| 2020 | Salt Lake City | Pavel Kuližnikov   | Kjeld Nuis         | Laurent Dubreuil              |
| 2021 | Heerenveen     | Kai Verbij         | Pavel Kuližnikov   | Laurent Dubreuil              |
| 2023 | Heerenveen     | Jordan Stolz       | Thomas Krol        | Cornelius Kersten             |

### 1500 m
| Anno | Località       | Oro              | Argento                 | Bronzo          |
| 1996 | Hamar          | Jeroen Straathof | Ådne Søndrål            | Martin Hersman  |
| 1997 | Varsavia       | Rintje Ritsma    | Ådne Søndrål            | Neal Marshall   |
| 1998 | Calgary        | Ådne Søndrål     | Ids Postma              | Roberto Sighel  |
| 1999 | Heerenveen     | Ids Postma       | Ådne Søndrål            | Rintje Ritsma   |
| 2000 | Nagano         | Ids Postma       | Ådne Søndrål            | Jan Bos         |
| 2001 | Salt Lake City | Ådne Søndrål     | Derek Parra             | Erben Wennemars |
| 2003 | Berlino        | Erben Wennemars  | Ralf van der Rijst      | Joey Cheek      |
| 2004 | Seul           | Shani Davis      | Mark Tuitert            | Erben Wennemars |
| 2005 | Inzell         | Rune Stordal     | Mark Tuitert            | Even Wetten     |
| 2007 | Salt Lake City | Shani Davis      | Erben Wennemars         | Denny Morrison  |
| 2008 | Nagano         | Denny Morrison   | Sven Kramer Shani Davis |                 |
| 2009 | Vancouver      | Shani Davis      | Trevor Marsicano        | Denny Morrison  |
| 2011 | Inzell         | Håvard Bøkko     | Shani Davis             | Lucas Makowsky  |
| 2012 | Heerenveen     | Denny Morrison   | Ivan Skobrev            | Håvard Bøkko    |
| 2013 | Soči           | Denis Juskov     | Shani Davis             | Ivan Skobrev    |
| 2015 | Heerenveen     | Denis Juskov     | Denny Morrison          | Koen Verweij    |
| 2016 | Kolomna        | Denis Juskov     | Kjeld Nuis              | Thomas Krol     |
| 2017 | Gangneung      | Kjeld Nuis       | Denis Juskov            | Sven Kramer     |
| 2019 | Inzell         | Thomas Krol      | Sverre Lunde Pedersen   | Denis Juskov    |
| 2020 | Salt Lake City | Kjeld Nuis       | Thomas Krol             | Joey Mantia     |
| 2021 | Heerenveen     | Thomas Krol      | Kjeld Nuis              | Patrick Roest   |
| 2023 | Heerenveen     | Jordan Stolz     | Kjeld Nuis              | Thomas Krol     |

### 5000 m
| Anno | Località       | Oro                   | Argento         | Bronzo                |
| 1996 | Hamar          | Ids Postma            | Keiji Shirahata | Gianni Romme          |
| 1997 | Varsavia       | Rintje Ritsma         | Gianni Romme    | Frank Dittrich        |
| 1998 | Calgary        | Gianni Romme          | Ids Postma      | Bart Veldkamp         |
| 1999 | Heerenveen     | Gianni Romme          | Bart Veldkamp   | Bob de Jong           |
| 2000 | Nagano         | Gianni Romme          | Bob de Jong     | Keiji Shirahata       |
| 2001 | Salt Lake City | Bob de Jong           | Carl Verheijen  | Gianni Romme          |
| 2003 | Berlino        | Jochem Uytdehaage     | Bob de Jong     | Carl Verheijen        |
| 2004 | Seul           | Chad Hedrick          | Carl Verheijen  | Gianni Romme          |
| 2005 | Inzell         | Chad Hedrick          | Bob de Jong     | Carl Verheijen        |
| 2007 | Salt Lake City | Sven Kramer           | Enrico Fabris   | Carl Verheijen        |
| 2008 | Nagano         | Sven Kramer           | Enrico Fabris   | Wouer Olde Heuvel     |
| 2009 | Vancouver      | Sven Kramer           | Håvard Bøkko    | Trevor Marsicano      |
| 2011 | Inzell         | Bob de Jong           | Lee Seung-hoon  | Ivan Skobrev          |
| 2012 | Heerenveen     | Sven Kramer           | Bob de Jong     | Jonathan Kuck         |
| 2013 | Soči           | Sven Kramer           | Jorrit Bergsma  | Ivan Skobrev          |
| 2015 | Heerenveen     | Sven Kramer           | Jorrit Bergsma  | Douwe de Vries        |
| 2016 | Kolomna        | Sven Kramer           | Jorrit Bergsma  | Sverre Lunde Pedersen |
| 2017 | Gangneung      | Sven Kramer           | Jorrit Bergsma  | Peter Michael         |
| 2019 | Inzell         | Sverre Lunde Pedersen | Patrick Roest   | Sven Kramer           |
| 2020 | Salt Lake City | Ted-Jan Bloemen       | Sven Kramer     | Graeme Fish           |
| 2021 | Heerenveen     | Nils van der Poel     | Patrick Roest   | Sergej Trofimov       |
| 2023 | Heerenveen     | Patrick Roest         | Davide Ghiotto  | Bart Swings           |

### 10000 m
| Anno | Località       | Oro               | Argento          | Bronzo              |
| 1996 | Hamar          | Gianni Romme      | Bart Veldkamp    | Frank Dittrich      |
| 1997 | Varsavia       | Gianni Romme      | Rintje Ritsma    | Bob de Jong         |
| 1998 | Calgary        | Gianni Romme      | Bob de Jong      | Frank Dittrich      |
| 1999 | Heerenveen     | Bob de Jong       | Gianni Romme     | Frank Dittrich      |
| 2000 | Nagano         | Gianni Romme      | Bob de Jong      | Frank Dittrich      |
| 2001 | Salt Lake City | Carl Verheijen    | Bob de Jong      | Vadim Sajutin       |
| 2003 | Berlino        | Bob de Jong       | Carl Verheijen   | Lasse Sætre         |
| 2004 | Seul           | Carl Verheijen    | Bob de Jong      | Chad Hedrick        |
| 2005 | Inzell         | Bob de Jong       | Carl Verheijen   | Chad Hedrick        |
| 2007 | Salt Lake City | Sven Kramer       | Carl Verheijen   | Brigt Rykkje        |
| 2008 | Nagano         | Sven Kramer       | Enrico Fabris    | Bob de Jong         |
| 2009 | Vancouver      | Sven Kramer       | Håvard Bøkko     | Bob de Jong         |
| 2011 | Inzell         | Bob de Jong       | Bob de Vries     | Ivan Skobrev        |
| 2012 | Heerenveen     | Bob de Jong       | Jorrit Bergsma   | Jonathan Kuck       |
| 2013 | Soči           | Jorrit Bergsma    | Sven Kramer      | Bob de Jong         |
| 2015 | Heerenveen     | Jorrit Bergsma    | Erik Jan Kooiman | Patrick Beckert     |
| 2016 | Kolomna        | Sven Kramer       | Ted-Jan Bloemen  | Erik Jan Kooiman    |
| 2017 | Gangneung      | Sven Kramer       | Jorrit Bergsma   | Patrick Beckert     |
| 2019 | Inzell         | Jorrit Bergsma    | Patrick Roest    | Danila Semerikov    |
| 2020 | Salt Lake City | Graeme Fish       | Ted-Jan Bloemen  | Patrick Beckert     |
| 2021 | Heerenveen     | Nils van der Poel | Jorrit Bergsma   | Aleksandr Rumjancev |
| 2023 | Heerenveen     | Davide Ghiotto    | Jorrit Bergsma   | Ted-Jan Bloemen     |

### Mass start
| Anno | Località       | Oro              | Argento          | Bronzo                   |
| 2015 | Heerenveen     | Arjan Stroetinga | Fabio Francolini | Alexis Contin            |
| 2016 | Kolomna        | Lee Seung-hoon   | Arjan Stroetinga | Alexis Contin            |
| 2017 | Gangneung      | Joey Mantia      | Alexis Contin    | Olivier Jean             |
| 2019 | Inzell         | Joey Mantia      | Um Cheon-ho      | Chung Jae-won            |
| 2020 | Salt Lake City | Jorrit Bergsma   | Jordan Belchos   | Antoine Gélinas-Beaulieu |
| 2021 | Heerenveen     | Joey Mantia      | Arjan Stroetinga | Bart Swings              |
| 2023 | Heerenveen     | Bart Swings      | Bart Hoolwerf    | Andrea Giovannini        |

### Inseguimento a squadre
| Anno | Località       | Oro                                                         | Argento                                                          | Bronzo                                                               |
| 2005 | Inzell         | Paesi Bassi Carl Verheijen Mark Tuitert Erben Wennemars     | Italia Enrico Fabris Matteo Anesi Ippolito Sanfratello           | Norvegia Petter Andersen Eskil Ervik Odd Borgensen                   |
| 2007 | Salt Lake City | Paesi Bassi Carl Verheijen Sven Kramer Erben Wennemars      | Canada Arne Dankers Denny Morrison Justin Warsylewicz            | Russia Evgenij Lalenkov Ivan Skobrev Aleksej Junin                   |
| 2008 | Nagano         | Paesi Bassi Wouter Olde Heuvel Sven Kramer Erben Wennemars  | Italia Enrico Fabris Luca Stefani Matteo Anesi                   | Germania Jörg Dallmann Stefan Heythausen Marco Weber                 |
| 2009 | Vancouver      | Paesi Bassi Carl Verheijen Sven Kramer Wouter Olde Heuvel   | Svezia Johan Röjler Joel Eriksson Daniel Friberg                 | Stati Uniti Trevor Marsicano Ryan Bedford Brian Hansen               |
| 2011 | Inzell         | Stati Uniti Shani Davis Trevor Marsicano Jonathan Kuck      | Canada Mathieu Giroux Denny Morrison Lucas Makowsky              | Paesi Bassi Bob de Vreis Jan Blokhuijsen Koen Verweij                |
| 2012 | Heerenveen     | Paesi Bassi Jan Blokhuijsen Koen Verweij Sven Kramer        | Stati Uniti Shani Davis Brian Hansen Jonathan Kuck               | Russia Ivan Skobrev Denis Juskov Evgenij Lalenkov                    |
| 2013 | Soči           | Paesi Bassi Jan Blokhuijsen Koen Verweij Sven Kramer        | Corea del Sud Joo Hyung-Joon Kim Cheol-Min Lee Seung-Hoon        | Polonia Zbigniew Bródka Konrad Niedźwiedzki Jan Szymański            |
| 2015 | Heerenveen     | Paesi Bassi Douwe de Vries Sven Kramer Koen Verweij         | Canada Jordan Belchos Ted-Jan Bloemen Denny Morrison             | Corea del Sud Kim Cheol-min Ko Byung-wook Lee Seung-hoon             |
| 2016 | Kolomna        | Paesi Bassi Jan Blokhuijsen Douwe de Vries Arjan Stroetinga | Norvegia Håvard Bøkko Simen Spieler Nilsen Sverre Lunde Pedersen | Canada Jordan Belchos Ted-Jan Bloemen Benjamin Donnelly              |
| 2017 | Gangneung      | Paesi Bassi Jorrit Bergsma Jan Blokhuijsen Douwe de Vries   | Nuova Zelanda Shane Dobbin Reyon Kay Peter Michael               | Norvegia Sindre Henriksen Simen Spieler Nilsen Sverre Lunde Pedersen |
| 2019 | Inzell         | Paesi Bassi Marcel Bosker Douwe de Vries Sven Kramer        | Norvegia Håvard Bøkko Sindre Henriksen Sverre Lunde Pedersen     | Russia Aleksandr Rumjancev Danila Semerikov Sergej Trofimov          |
| 2020 | Salt Lake City | Paesi Bassi Marcel Bosker Douwe de Vries Sven Kramer        | Giappone Seitarō Ichinohe Riku Tsuchiya Shane Williamson         | Russia Danila Semerikov Sergej Trofimov Ruslan Zacharov              |
| 2021 | Heerenveen     | Paesi Bassi Marcel Bosker Patrick Roest Beau Snellink       | Canada Jordan Belchos Ted-Jan Bloemen Connor Howe                | RSU Danila Semerikov Sergej Trofimov Ruslan Zacharov                 |
| 2023 | Heerenveen     | Paesi Bassi Patrick Roest Beau Snellink Marcel Bosker       | Canada Connor Howe Antoine Gélinas-Beaulieu Hayden Mayeur        | Norvegia Peder Kongshaug Allan Dahl Johansson Sverre Lunde Pedersen  |

### Sprint a squadre
| Anno | Località       | Oro                                                               | Argento                                                   | Bronzo                                                                    |
| 2019 | Inzell         | Paesi Bassi Ronald Mulder Kjeld Nuis Kai Verbij                   | Corea del Sud Cha Min-kyu Kim Jun-ho Kim Tae-yun          | Russia Pavel Kuližnikov Ruslan Murašov Viktor Muštakov                    |
| 2020 | Salt Lake City | Paesi Bassi Thomas Krol Dai Dai Ntab Kai Verbij                   | Cina Gao Tingyu Ning Zhongyan Wang Shiwei                 | Norvegia Odin By Farstad Håvard Holmefjord Lorentzen Bjørn Magnussen      |
| 2023 | Heerenveen     | Canada Cristopher Fiola Laurent Dubreuil Antoine Gélinas-Beaulieu | Paesi Bassi Merijn Scheperkamp Hein Otterspeer Wesly Dijs | Norvegia Bjørn Magnussen Henrik Fagerli Rukke Håvard Holmefjord Lorentzen |

## Gare femminili

### 500 m
| Anno | Località       | Oro                       | Argento                   | Bronzo               |
| 1996 | Hamar          | Svetlana Žurova           | Kyoko Shimazaki           | Tomomi Okazaki       |
| 1997 | Varsavia       | Xue Ruihong               | Sabine Völker             | Franziska Schenk     |
| 1998 | Calgary        | Catriona Le May Doan      | Svetlana Žurova           | Tomomi Okazaki       |
| 1999 | Heerenveen     | Catriona Le May Doan      | Svetlana Žurova           | Tomomi Okazaki       |
| 2000 | Nagano         | Monique Garbrecht         | Svetlana Žurova           | Catriona Le May Doan |
| 2001 | Salt Lake City | Catriona Le May Doan      | Monique Enfeldt-Garbrecht | Svetlana Žurova      |
| 2003 | Berlino        | Monique Enfeldt-Garbrecht | Wang Manli                | Anžalika Kacjuha     |
| 2004 | Seul           | Wang Manli                | Anžalika Kacjuha          | Ren Hui              |
| 2005 | Inzell         | Wang Manli                | Wang Beixing              | Lee Sang-hwa         |
| 2007 | Salt Lake City | Jenny Wolf                | Wang Beixing              | Sayuri Osuga         |
| 2008 | Nagano         | Jenny Wolf                | Wang Beixing              | Annette Gerritsen    |
| 2009 | Vancouver      | Jenny Wolf                | Wang Beixing              | Lee Sang-hwa         |
| 2011 | Inzell         | Jenny Wolf                | Lee Sang-hwa              | Wang Beixing         |
| 2012 | Heerenveen     | Lee Sang-hwa              | Yu Jing                   | Thijsje Oenema       |
| 2013 | Soči           | Lee Sang-hwa              | Wang Beixing              | Ol'ga Fatkulina      |
| 2015 | Heerenveen     | Heather Richardson        | Brittany Bowe             | Nao Kodaira          |
| 2016 | Kolomna        | Lee Sang-hwa              | Brittany Bowe             | Zhang Hong           |
| 2017 | Gangneung      | Nao Kodaira               | Lee Sang-hwa              | Yu Jing              |
| 2019 | Inzell         | Vanessa Herzog            | Nao Kodaira               | Konami Soga          |
| 2020 | Salt Lake City | Nao Kodaira               | Angelina Golikova         | Ol'ga Fatkulina      |
| 2021 | Heerenveen     | Angelina Golikova         | Femke Kok                 | Ol'ga Fatkulina      |
| 2023 | Heerenveen     | Femke Kok                 | Vanessa Herzog            | Jutta Leerdam        |

### 1000 m
| Anno | Località       | Oro                       | Argento                    | Bronzo               |
| 1996 | Hamar          | Annamarie Thomas          | Chris Witty                | Emese Hunyady        |
| 1997 | Varsavia       | Marianne Timmer           | Sandra Zwolle              | Franziska Schenk     |
| 1998 | Calgary        | Chris Witty               | Catriona Le May Doan       | Franziska Schenk     |
| 1999 | Heerenveen     | Marianne Timmer           | Monique Garbrecht          | Catriona Le May Doan |
| 2000 | Nagano         | Monique Garbrecht         | Marianne Timmer            | Chris Witty          |
| 2001 | Salt Lake City | Monique Enfeldt-Garbrecht | Sabine Völker              | Catriona Le May Doan |
| 2003 | Berlino        | Anni Friesinger           | Jennifer Rodriguez         | Cindy Klassen        |
| 2004 | Seul           | Anni Friesinger           | Marianne Timmer            | Cindy Klassen        |
| 2005 | Inzell         | Barbara de Loor           | Anni Friesinger            | Marianne Timmer      |
| 2007 | Salt Lake City | Ireen Wüst                | Anni Friesinger            | Christine Nesbitt    |
| 2008 | Nagano         | Anni Friesinger           | Kristina Groves            | Annette Gerritsen    |
| 2009 | Vancouver      | Christine Nesbitt         | Anni Friesinger            | Margot Boer          |
| 2011 | Inzell         | Christine Nesbitt         | Ireen Wüst                 | Heather Richardson   |
| 2012 | Heerenveen     | Christine Nesbitt         | Yu Jing                    | Margot Boer          |
| 2013 | Soči           | Ol'ga Fatkulina           | Ireen Wüst                 | Brittany Bowe        |
| 2015 | Heerenveen     | Brittany Bowe             | Heather Richardson         | Karolína Erbanová    |
| 2016 | Kolomna        | Jorien ter Mors           | Heather Richardson-Bergsma | Brittany Bowe        |
| 2017 | Gangneung      | Heather Bergsma           | Nao Kodaira                | Jorien ter Mors      |
| 2019 | Inzell         | Brittany Bowe             | Vanessa Herzog             | Nao Kodaira          |
| 2020 | Salt Lake City | Jutta Leerdam             | Ol'ga Fatkulina            | Miho Takagi          |
| 2021 | Heerenveen     | Brittany Bowe             | Jutta Leerdam              | Elizaveta Golubeva   |
| 2023 | Heerenveen     | Jutta Leerdam             | Antoinette Rijpma-De Jong  | Miho Takagi          |

### 1500 m
| Anno | Località       | Oro                       | Argento                    | Bronzo             |
| 1996 | Hamar          | Annamarie Thomas          | Claudia Pechstein          | Sandra Zwolle      |
| 1997 | Varsavia       | Gunda Niemann             | Anni Friesinger            | Neal Marshall      |
| 1998 | Calgary        | Anni Friesinger           | Gunda Niemann-Stirnemann   | Claudia Pechstein  |
| 1999 | Heerenveen     | Emese Hunyady             | Gunda Niemann-Stirnemann   | Tonny de Jong      |
| 2000 | Nagano         | Claudia Pechstein         | Anni Friesinger            | Emese Hunyady      |
| 2001 | Salt Lake City | Anni Friesinger           | Maki Tabata                | Cindy Klassen      |
| 2003 | Berlino        | Anni Friesinger           | Maki Tabata                | Jennifer Rodriguez |
| 2004 | Seul           | Anni Friesinger           | Cindy Klassen              | Jennifer Rodriguez |
| 2005 | Inzell         | Cindy Klassen             | Anni Friesinger            | Jennifer Rodriguez |
| 2007 | Salt Lake City | Ireen Wüst                | Cindy Klassen              | Kristina Gloves    |
| 2008 | Nagano         | Anni Friesinger           | Paulien van Deutekom       | Kristina Gloves    |
| 2009 | Vancouver      | Anni Friesinger           | Ireen Wüst                 | Christine Nesbitt  |
| 2011 | Inzell         | Ireen Wüst                | Diane Valkenburg           | Jorien Voorhuis    |
| 2012 | Heerenveen     | Christine Nesbitt         | Ireen Wüst                 | Linda de Vries     |
| 2013 | Soči           | Ireen Wüst                | Lotte van Beek             | Christine Nesbitt  |
| 2015 | Heerenveen     | Brittany Bowe             | Ireen Wüst                 | Heather Richardson |
| 2016 | Kolomna        | Jorien ter Mors           | Heather Richardson-Bergsma | Brittany Bowe      |
| 2017 | Gangneung      | Heather Bergsma           | Ireen Wüst                 | Miho Takagi        |
| 2019 | Inzell         | Ireen Wüst                | Miho Takagi                | Brittany Bowe      |
| 2020 | Salt Lake City | Ireen Wüst                | Evgenija Lalenkova         | Elizaveta Kazelina |
| 2021 | Heerenveen     | Ragne Wiklund             | Brittany Bowe              | Evgenija Lalenkova |
| 2023 | Heerenveen     | Antoinette Rijpma-De Jong | Ragne Wiklund              | Miho Takagi        |

### 3000 m
| Anno | Località       | Oro                      | Argento                     | Bronzo             |
| 1996 | Hamar          | Gunda Niemann            | Claudia Pechstein           | Ljudmila Prokaševa |
| 1997 | Varsavia       | Gunda Niemann            | Anni Friesinger             | Carla Zijlstra     |
| 1998 | Calgary        | Gunda Niemann-Stirnemann | Claudia Pechstein           | Anni Friesinger    |
| 1999 | Heerenveen     | Gunda Niemann-Stirnemann | Tonny de Jong               | Claudia Pechstein  |
| 2000 | Nagano         | Claudia Pechstein        | Gunda Niemann-Stirnemann    | Maki Tabata        |
| 2001 | Salt Lake City | Gunda Niemann-Stirnemann | Anni Friesinger             | Claudia Pechstein  |
| 2003 | Berlino        | Anni Friesinger          | Claudia Pechstein           | Gretha Smit        |
| 2004 | Seul           | Claudia Pechstein        | Anni Friesinger Gretha Smit |                    |
| 2005 | Inzell         | Cindy Klassen            | Claudia Pechstein           | Kristina Gloves    |
| 2007 | Salt Lake City | Martina Sáblíková        | Renate Groenewold           | Cindy Klassen      |
| 2008 | Nagano         | Kristina Gloves          | Paulien van Deutekom        | Daniela Anschütz   |
| 2009 | Vancouver      | Renate Groenewold        | Martina Sáblíková           | Kristina Groves    |
| 2011 | Inzell         | Ireen Wüst               | Martina Sáblíková           | Stephanie Beckert  |
| 2012 | Heerenveen     | Martina Sáblíková        | Stephanie Beckert           | Ireen Wüst         |
| 2013 | Soči           | Ireen Wüst               | Martina Sáblíková           | Claudia Pechstein  |
| 2015 | Heerenveen     | Martina Sáblíková        | Ireen Wüst                  | Marije Joling      |
| 2016 | Kolomna        | Martina Sáblíková        | Ireen Wüst                  | Antoinette de Jong |
| 2017 | Gangneung      | Ireen Wüst               | Martina Sáblíková           | Antoinette de Jong |
| 2019 | Inzell         | Martina Sáblíková        | Antoinette de Jong          | Natal'ja Voronina  |
| 2020 | Salt Lake City | Martina Sáblíková        | Carlijn Achtereekte         | Natal'ja Voronina  |
| 2021 | Heerenveen     | Antoinette de Jong       | Martina Sáblíková           | Irene Schouten     |
| 2023 | Heerenveen     | Ragne Wiklund            | Irene Schouten              | Martina Sáblíková  |

### 5000 m
| Anno | Località       | Oro                      | Argento             | Bronzo                |
| 1996 | Hamar          | Claudia Pechstein        | Carla Zijlstra      | Elena Belci-Dal Farra |
| 1997 | Varsavia       | Gunda Niemann            | Carla Zijlstra      | Claudia Pechstein     |
| 1998 | Calgary        | Gunda Niemann-Stirnemann | Claudia Pechstein   | Carla Zijlstra        |
| 1999 | Heerenveen     | Gunda Niemann-Stirnemann | Claudia Pechstein   | Tonny de Jong         |
| 2000 | Nagano         | Gunda Niemann-Stirnemann | Claudia Pechstein   | Tonny de Jong         |
| 2001 | Salt Lake City | Gunda Niemann-Stirnemann | Claudia Pechstein   | Maki Tabata           |
| 2003 | Berlino        | Claudia Pechstein        | Clara Hughes        | Gretha Smit           |
| 2004 | Seul           | Clara Hughes             | Gretha Smit         | Claudia Pechstein     |
| 2005 | Inzell         | Anni Friesinger          | Claudia Pechstein   | Clara Hughes          |
| 2007 | Salt Lake City | Martina Sáblíková        | Claudia Pechstein   | Kristina Groves       |
| 2008 | Nagano         | Martina Sáblíková        | Clara Hughes        | Kristina Groves       |
| 2009 | Vancouver      | Martina Sáblíková        | Clara Hughes        | Kristina Groves       |
| 2011 | Inzell         | Martina Sáblíková        | Stephanie Beckert   | Claudia Pechstein     |
| 2012 | Heerenveen     | Martina Sáblíková        | Stephanie Beckert   | Claudia Pechstein     |
| 2013 | Soči           | Martina Sáblíková        | Ireen Wüst          | Claudia Pechstein     |
| 2015 | Heerenveen     | Martina Sáblíková        | Carlijn Achtereekte | Claudia Pechstein     |
| 2016 | Kolomna        | Martina Sáblíková        | Carien Kleibeuker   | Irene Schouten        |
| 2017 | Gangneung      | Martina Sáblíková        | Claudia Pechstein   | Ivanie Blondin        |
| 2019 | Inzell         | Martina Sáblíková        | Esmee Visser        | Natal'ja Voronina     |
| 2020 | Salt Lake City | Natal'ja Voronina        | Martina Sáblíková   | Esmee Visser          |
| 2021 | Heerenveen     | Irene Schouten           | Natal'ja Voronina   | Carlijn Achtereekte   |
| 2023 | Heerenveen     | Irene Schouten           | Ragne Wiklund       | Martina Sáblíková     |

### Mass start
| Anno | Località       | Oro                | Argento        | Bronzo             |
| 2015 | Heerenveen     | Irene Schouten     | Ivanie Blondin | Mariska Huisman    |
| 2016 | Kolomna        | Ivanie Blondin     | Kim Bo-reum    | Miho Takagi        |
| 2017 | Gangneung      | Kim Bo-reum        | Nana Takagi    | Heather Bergsma    |
| 2019 | Inzell         | Irene Schouten     | Ivanie Blondin | Elizaveta Kazelina |
| 2020 | Salt Lake City | Ivanie Blondin     | Kim Bo-reum    | Irene Schouten     |
| 2021 | Heerenveen     | Marijke Groenewoud | Ivanie Blondin | Irene Schouten     |
| 2023 | Heerenveen     | Marijke Groenewoud | Ivanie Blondin | Irene Schouten     |

### Inseguimento a squadre
| Anno | Località       | Oro                                                           | Argento                                                             | Bronzo                                                         |
| 2005 | Inzell         | Germania Daniela Anschütz Anni Friesinger Sabine Völker       | Canada Kristina Groves Clara Hughes Cindy Klassen                   | Giappone Eriko Ishino Nami Nemoto Maki Tabata                  |
| 2007 | Salt Lake City | Canada Kristina Groves Christine Nesbitt Shannon Rempel       | Paesi Bassi Ireen Wüst Renate Groenewold Paulien van Deutekom       | Germania Claudia Pechstein Daniela Anschütz Lucille Opitz      |
| 2008 | Nagano         | Paesi Bassi Ireen Wüst Renate Groenewold Paulien van Deutekom | Canada Kristina Groves Christine Nesbitt Brittany Schussler         | Germania Claudia Pechstein Daniela Anschütz Lucille Opitz      |
| 2009 | Vancouver      | Canada Kristina Groves Christine Nesbitt Brittany Schussler   | Paesi Bassi Jorien Voorhuis Renate Groenewold Ireen Wüst            | Giappone Maki Tabata Masako Hozumi Hiromi Otsu                 |
| 2011 | Inzell         | Canada Christine Nesbitt Brittany Schussler Cindy Klassen     | Paesi Bassi Ireen Wüst Diane Valkenburg Marrit Leenstra             | Germania Stephanie Beckert Isabell Ost Claudia Pechstein       |
| 2012 | Heerenveen     | Paesi Bassi Ireen Wüst Diane Valkenburg Linda de Vries        | Canada Cindy Klassen Christine Nesbitt Brittany Schussler           | Polonia Natalia Czerwonka Katarzyna Woźniak Luiza Złotkowska   |
| 2013 | Soči           | Paesi Bassi Marrit Leenstra Diane Valkenburg Ireen Wüst       | Polonia Katarzyna Bachleda-Curuś Natalia Czerwonka Luiza Złotkowska | Corea del Sud Kim Bo-Reum Noh Seon-Yeong Park Do-Yeong         |
| 2015 | Heerenveen     | Giappone Ayaka Kikuchi Miho Takagi Nana Takagi                | Paesi Bassi Marije Joling Marrit Leenstra Ireen Wüst                | Russia Ol'ga Graf Julija Skokova Natal'ja Voronina             |
| 2016 | Kolomna        | Paesi Bassi Antoinette de Jong Marrit Leenstra Ireen Wüst     | Giappone Misaki Oshigiri Miho Takagi Nana Takagi                    | Russia Ol'ga Graf Elizaveta Kazelina Natal'ja Voronina         |
| 2017 | Gangneung      | Paesi Bassi Antoinette de Jong Marrit Leenstra Ireen Wüst     | Giappone Misaki Oshigiri Miho Takagi Nana Takagi                    | Russia Ol'ga Graf Ekaterina Šichova Natal'ja Voronina          |
| 2019 | Inzell         | Giappone Ayano Sato Miho Takagi Nana Takagi                   | Paesi Bassi Joy Beune Antoinette de Jong Ireen Wüst                 | Russia Elizaveta Kazelina Evgenija Lalenkova Natal'ja Voronina |
| 2020 | Salt Lake City | Giappone Ayano Sato Miho Takagi Nana Takagi                   | Paesi Bassi Antoinette de Jong Melissa Wijfje Ireen Wüst            | Canada Ivanie Blondin Valérie Maltais Isabelle Weidemann       |
| 2021 | Heerenveen     | Paesi Bassi Antoinette de Jong Irene Schouten Ireen Wüst      | Canada Ivanie Blondin Valérie Maltais Isabelle Weidemann            | RSU Elizaveta Golubeva Evgenija Lalenkova Natal'ja Voronina    |
| 2023 | Heerenveen     | Canada Valérie Maltais Ivanie Blondin Isabelle Weidemann      | Giappone Momoka Horikawa Ayano Sato Sumire Kikuchi                  | Stati Uniti Mia Kilburg Giorgia Birkeland Brittany Bowe        |

### Sprint a squadre
| Anno | Località       | Oro                                                      | Argento                                                  | Bronzo                                                   |
| 2019 | Inzell         | Paesi Bassi Letitia de Jong Jutta Leerdam Janine Smit    | Canada Kali Christ Kaylin Irvine Heather McLean          | Russia Ol'ga Fatkulina Angelina Golikova Dar'ja Kačanova |
| 2020 | Salt Lake City | Paesi Bassi Letitia de Jong Femke Kok Jutta Leerdam      | Russia Ol'ga Fatkulina Angelina Golikova Dar'ja Kačanova | Polonia Natalia Czerwonka Andżelika Wójcik Kaja Ziomek   |
| 2023 | Heerenveen     | Canada Brooklyn McDougall Carolina Hiller Ivanie Blondin | Stati Uniti McKenzie Brownie Erin Jackson Kimi Goetz     | Cina Zhang Lina Jin Jingzhu Li Qishi                     |